# 古诺希亚
《古诺希亚》是2019年發行的视觉小说電子遊戲。2024年12月2日，正式宣布動畫化，將於2025年10月播出。

## 簡介
《古诺希亚》故事發生在一首宇宙飛船上，每次宇宙飛船進行空間轉移時，在靜止的時間內「古诺希亚」會抹消其中一名船員。船員們為求自保，飛船每次空間轉移前舉行辯論會，以投票形式將可疑人物送去冷凍睡眠，直到混進宇宙飛船內的「古诺希亚」完全排除。

## 角色列表
聲優為電視動畫版。
主人公／優里（聲：安濟知佳）
塞思（聲：長谷川育美）
SQ（聲：鬼頭明里）
拉琪奧（聲：七海弘希）
吉娜（聲：瀨戶麻沙美）

## 發行
2019年6月20日，本作在PlayStation Vita平台發行遊戲。2020年4月30日，在任天堂Switch平台發布增強圖形、聲音以及附加功能的版本。同年10月1日發行原聲帶。2022年1月23日發行Microsoft Windows的Steam版本。此外，隔年12月14日在PlayStation 5、PlayStation 4、Xbox Series X/S、Xbox One和Microsoft Store平台上發行。

## 評價
| 汇总媒体             | 得分   |
| -------------------- | ------ |
| Metacritic           | 82/100 |
| OpenCritic（推荐率） | 91%    |

| 媒体           | 得分  |
| -------------- | ----- |
| Destructoid    | 7/10  |
| 电子游戏月刊   | 4/5   |
| GameSpot       | 8/10  |
| IGN            | 10/10 |
| Nintendo Life  | 8/10  |
| 任天堂世界报道 | 8/10  |
| Fami通         | 36/40 |

《古诺希亚》於Metacritic獲得的評分為普遍好評。

## 外部連結
- 官方网站（日語）
  - PlayStation Vita官方網站（日語）
- 官方网站 -PLAYISM遊戲
- 官方网站 -動畫（日語）
- 莫比游戏上的《古诺希亚》（英文）
- 古诺希亚（動畫）在動畫新聞網百科全書中的資料（英文）